# ويندي يونغ
ويندي بي يونغ (بالإنجليزية: Wendy Young)‏ طبيبة، كيميائية، صيدلانية، ومديرة تنفيذية تعمل حاليًا في جيني تك.

## التعليم
حصلت يونغ على كلا شهادتيها البكالوريوس والماجستير من جامعة ويك فورست، حيث بدأت حياتها العملية مع البروفيسور هوو ديفيس. شاركت في تأليف تطبيق مبكر لإدخال ديبيز الروديوم (II) كاربينويد الذي ساهم في
إيجاد التوليف الكامل لثلاثة منتجات طبيعية صغيرة للتروبين.
حصلت يونغ على درجة الدكتوراه من جامعة برينستون في عام 1993، بالاشتراك مع إدوارد س. تايلور في مجموعة المركبات الحلقية غير المتجانسة والمشتقة من أصباغ طبيعية، والتي أصبحت واحدة منها في نهاية الأمر تتخللها مادة (ألميتا)، وهي مادة فعالة في علاج الأورام. حصلت يونغ على زمالة ما بعد الدكتوراة بالاشتراك مع صموئيل دانيشيفسكي، كانت يونغ واحدة من بين مجموعة من المجموعات التي بدأت في منتصف التسعينيات في العمل على توليف مادة باكليتاكسيل (تاكسول)، منتج تيربيني طبيعي عالي الأكسجين يستخدم لعلاج السرطان.

## الحياة العملية
على الرغم من العروض الوظيفية المتعددة الموجودة في منطقة الساحل الشرقي للولايات المتحدة، اختارت يونغ البقاء في منطقة خليج سان فرانسيسكو لتكون مقرا لحياتها المهنية. في الفترة بين عام 1995 وعام 2006، عملت يونغ في سيليرا جينوم (Celera Genomics) ودرست المركبات المثبطة لبروتينات البلازما البشرية مثل الكاليكرين (VIIa) والعامل التاسع. تم طلبها للعمل في مؤسسة جينيتك في عام 2006، في عام 2018 تمت ترقيتها إلى نائب الرئيس الأول لاكتشافها العقاقير ذات الجزيئات الصغيرة.
يعتبر تطوير حملة كيميائية ضد التيروزين كيناز بروتون أحد نجاحاتها البحثية الرئيسية، مما أدى إلى الوصول لجزيئات تقوم بعلاج التهاب المفاصل الروماتويدي المحتمل والأورام اللمفاوية B-cell. كما طور فريقها مركب الفينبروتينيب، حاليا في المرحلة الثانية من التجارب لعلاج اضطرابات المناعة الذاتية.

## الجوائز
حصلت يونغ على العديد من الجوائز والتكريمات مثل:
- عام 2018، ندوة وليام جونسون، جامعة ستانفورد.[9]
- عام 2017، تم انتخابها لتكون رئيسًا لقسم الكيمياء الطبية في الجمعية الكيميائية الأمريكية.[10][11]
- عام 2015، «المرأة الأكثر نفوذاً في عام 2015» - سان فرانسيسكو بزنس تايمز.
- عام 1995، زمالة جمعية السرطان الأمريكية بعد حصولها على درجة الدكتوراة.
- عام 1993، جائزة أطروحة دودز العليا(H.W. Dodds) ، جامعة برينستون.

## وصلات خارجية
- السيرة الذاتية لويندي يونغ.
- ما هو دور الكيميائيون- ويندي يونغ، نائب رئيس كيمياء اكتشاف الجزيئات الصغيرة، جينتيك